# Kreuzkirche (Spremberg)

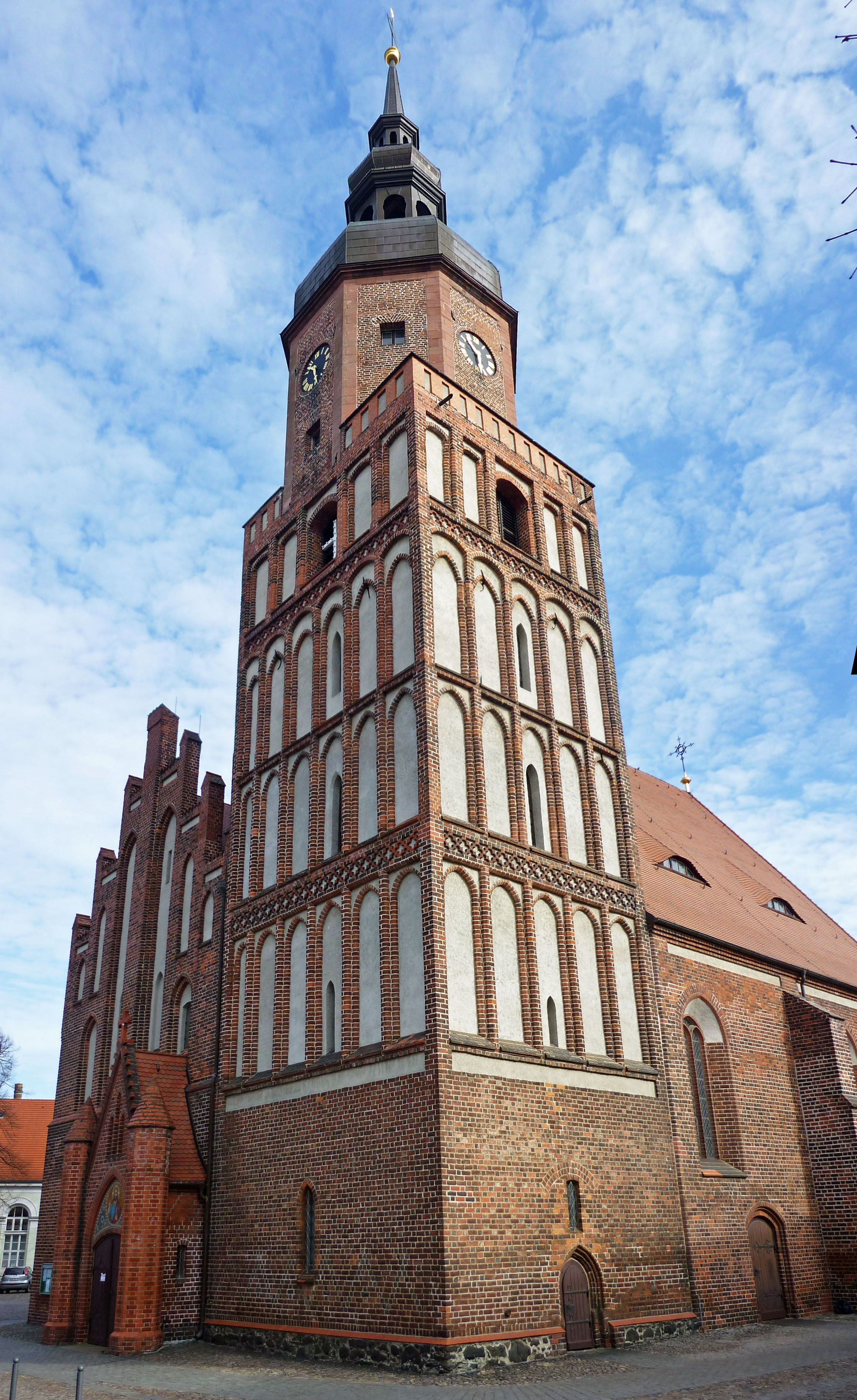
Kreuzkirche Spremberg (2015)

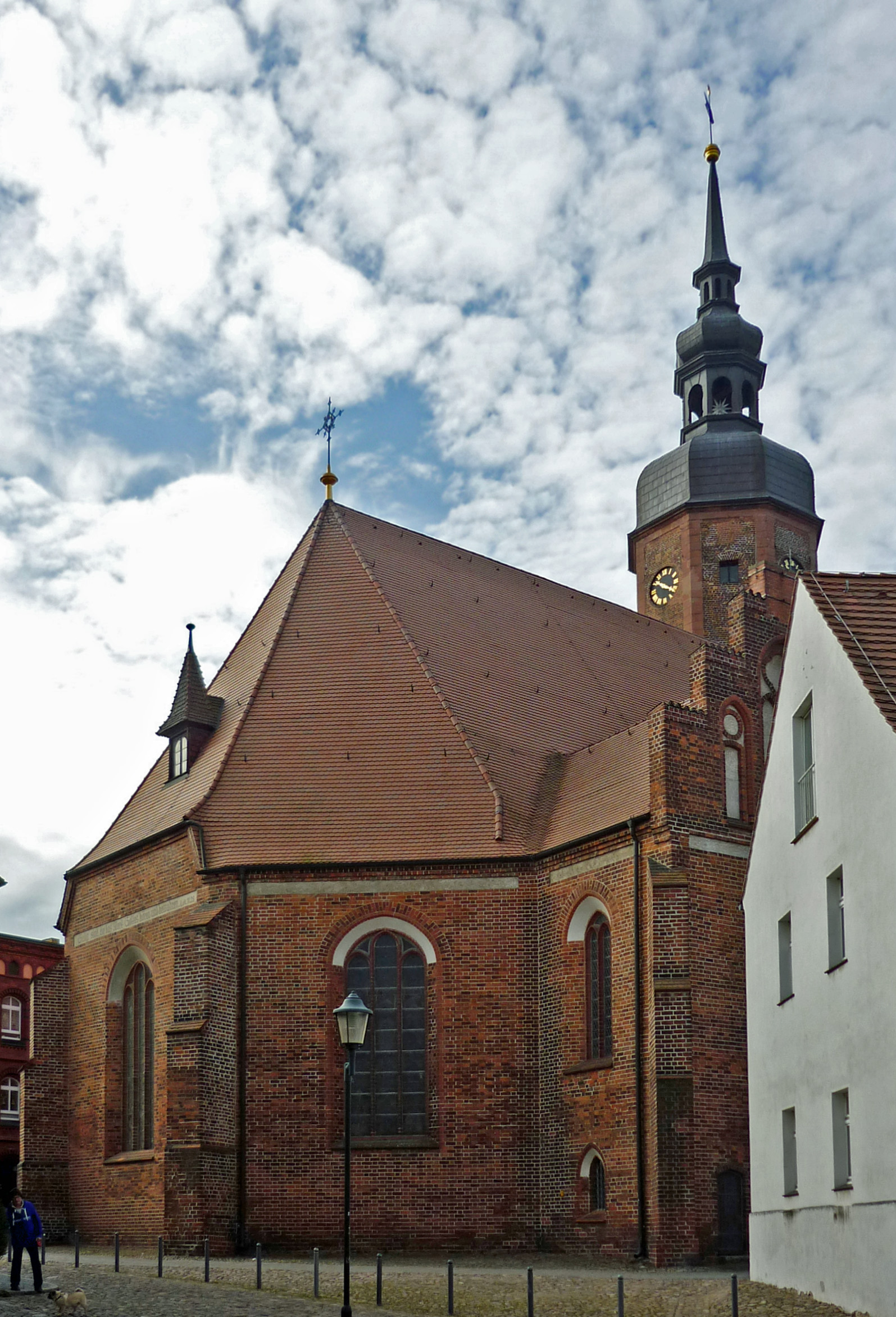
Ostschluss der Kirche (2015)

Die Kreuzkirche (auch als Hauptkirche bezeichnet) ist ein Kirchengebäude in der Stadt Spremberg im Landkreis Spree-Neiße in Brandenburg. Es gehört zur Kirchengemeinde Perle der Lausitz im Kirchenkreis Cottbus der Evangelischen Kirche Berlin-Brandenburg-schlesische Oberlausitz und ist ein eingetragenes Baudenkmal in der Denkmalliste des Landes Brandenburg.

## Geschichte
Die Kirche aus Backsteinmauerwerk ist dreischiffig, mit Dreiachtelschluss im spätgotischen Stil. Sie wurde vermutlich in der zweiten Hälfte des 15. Jahrhunderts erbaut. An einem Strebepfeiler im Bereich des Altarraums ist die Jahreszahl 1509 zu erkennen, vermutlich wurde die Kirche in diesem Jahr eingewölbt. In den Bau einbezogen wurde quadratischer Turm, der möglicherweise von einem Vorgängerbau stammt. Er wurde zu Beginn des 14. Jahrhunderts gebaut und um 1400 um einen nordöstlichen Treppenturm erweitert. Deser befindet sich seit dem Anbau des Schiffs im Inneren des Kirchengebäudes.
Am 21. August 1604 wurde die Kirche bei einem Stadtbrand stark beschädigt. In den Jahren 1893 und 1894 und ab 1897 wurde die Spremberger Kreuzkirche von dem Architekten Ludwig Dihm umfassend saniert. Der untere Turmraum wurde 1898 zu einer Taufkapelle umgebaut. Eine weitere Sanierung erfolgte zwischen 1997 und 2001.
Zum 1. Januar 2024 wurde die Kreuzkirchengemeinde Spremberg mit der Auferstehungs- und der Michaelkirchengemeinde sowie der Kirchengemeinde Klein Döbbern zur Kirchengemeinde Perle der Lausitz zusammengeschlossen.

## Architektur

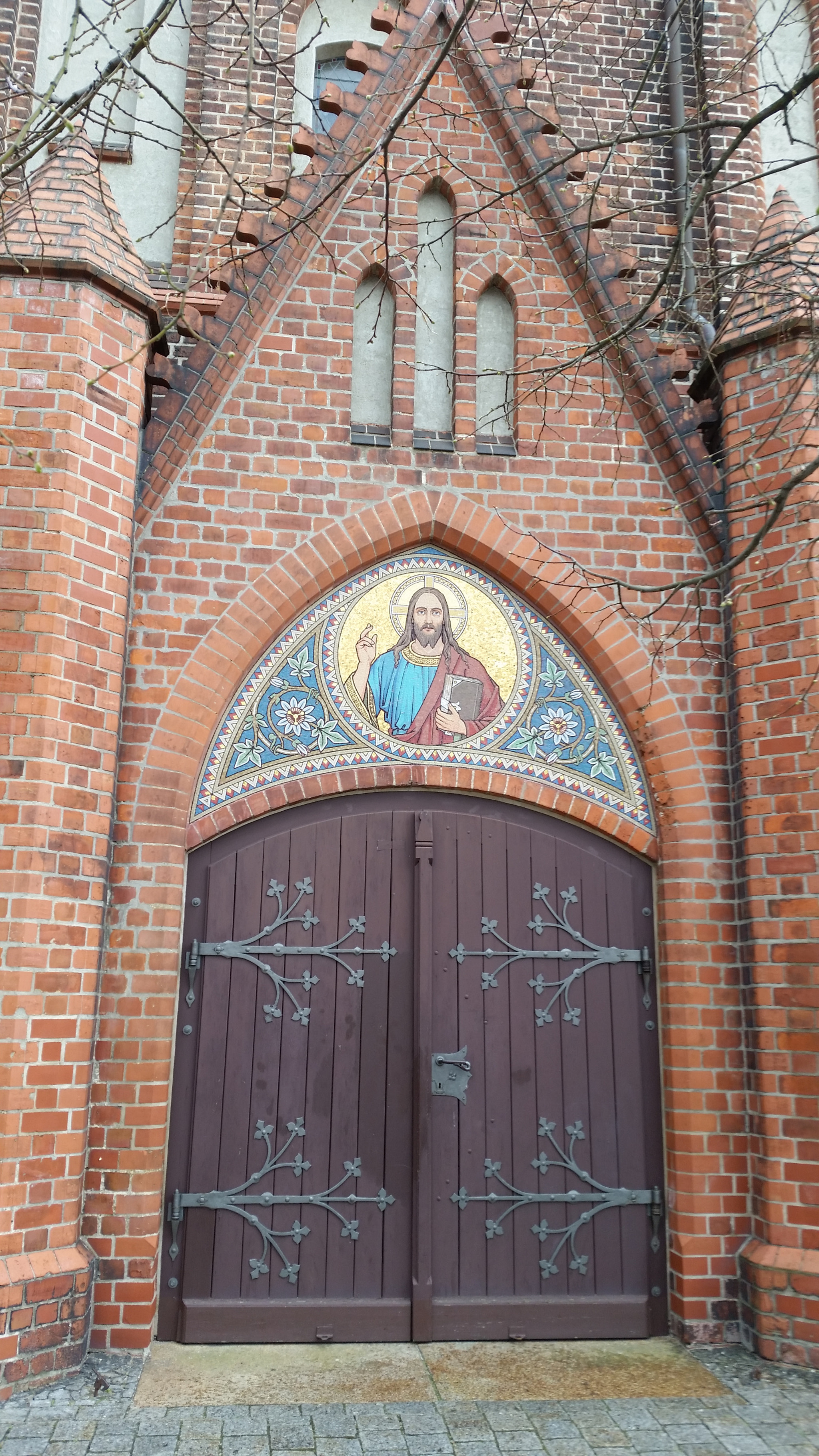
Westportal (2015)

Die Hallenkirche ist vierjochig und hat gedrückte, dreiteilige Spitzbogenfenster mit flach abgeschrägten Laibungen. Das Äußere ist rundum mit abgetreppten Strebepfeilern besetzt. An der Südwand der Kirche befinden sich zwei Portale, eines davon mit einem Mosaik von 1899.
Der Turm hat im Süden ein kleines Spitzbogenportal; die vier oberen Turmgeschosse sind mit aufgereihten, leicht spitzbogigen Blenden gegliedert. Im oberen Turmgeschoss liegen auf allen Seiten flachbogige Schallluken. Am 30. Juni 1705 wurde die ursprüngliche Turmhaube durch einen Brand zerstört, bei der ab 1732 erfolgten Rekonstruktion wurde er durch einen achtseitigen Aufsatz mit Welscher Haube, doppelter Laterne und Spitzhelm abgeschlossen. Auf dem Helm befinden sich eine Turmkugel und die Wetterfahne.
Die Westwand der Kreuzkirche hat seit der Restaurierung 1897 einen mit Blenden gegliederten Stufengiebel und eine kleine Vorhalle mit Eingangsportal und Mosaik von Jesus Christus als Pantokrator, das sich auch an einem der Südportale wiederfindet. Am östlichen Abschnitt der Nordwand befindet sich eine größere Vorhalle mit Sakristei und einer Kapelle, die 1897 ebenfalls um einen Stufengiebel erweitert wurde. Das Kirchenschiff ist mit einem mit Fledermausgauben versehenen Satteldach mit einer Deckung aus Biberschwanzziegeln überzogen.
Im Innenraum ist das Mittelschiff leicht überhöht mit spitzbogigen, dreifach gestuften Arkaden auf achteckigen Pfeilern. Die Schiffe sind sterngewölbt, das südliche Seitenschiff ist mit Netzgewölbe überzogen. Die beiden unteren Turmräume sind kreuzrippengewölbt, die Rippen liegen auf hohen, profilierten Konsolen auf. Im heute als Archiv genutzten Obergeschoss ist die Gestaltung schlichter mit Kegelkonsolen. Die Sakristei hat ein Zellengewölbe. Die Westempore hat einen kurzen Süd- und einen langen Nordflügel, sie wurde 1897 oder 1898 eingebaut.

## Ausstattung

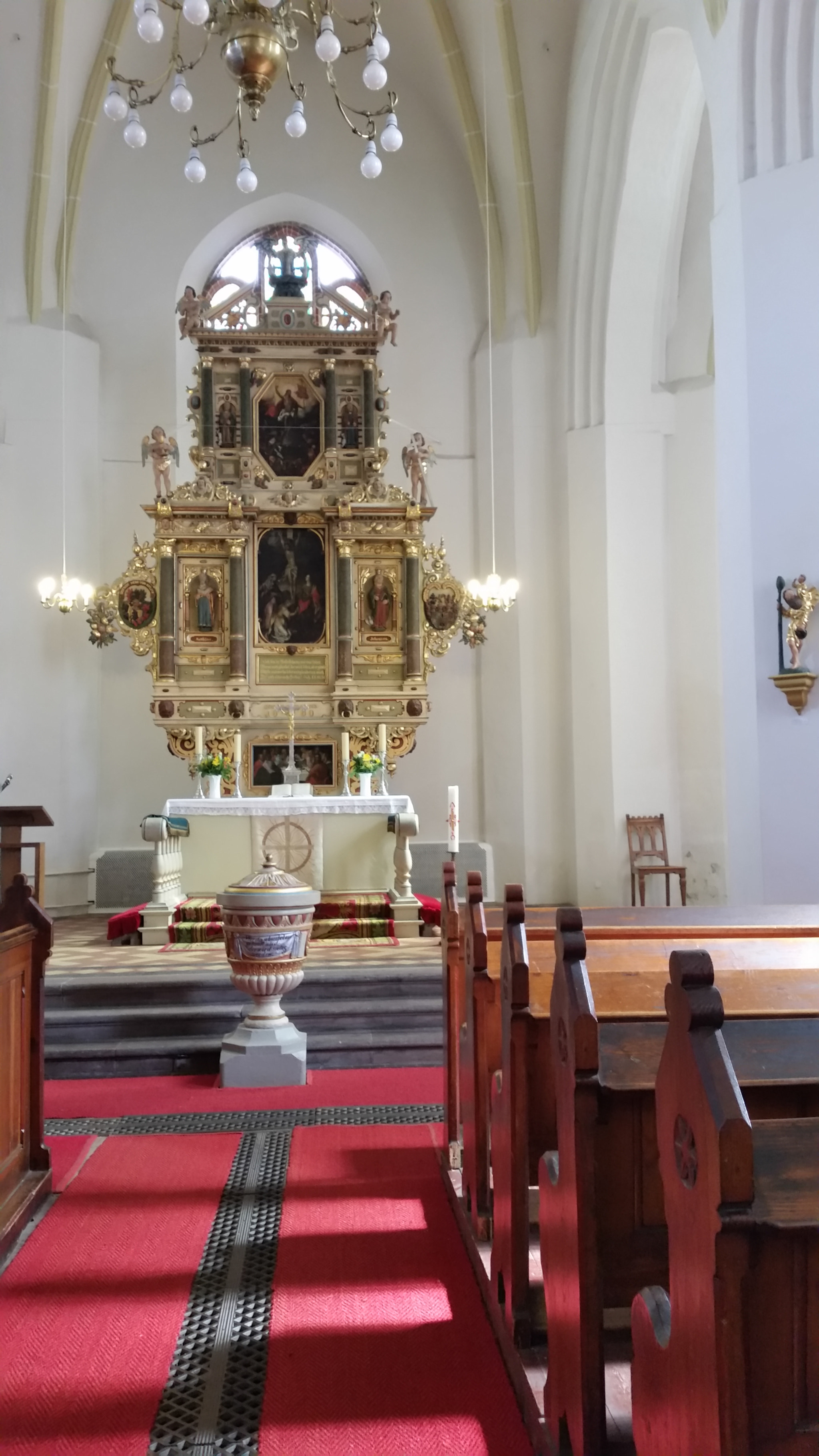
Altar (2015)

In der Spremberger Kreuzkirche steht ein hölzernes Altarretabel aus dem Jahr 1660 mit erneuerter Fassung. Der Aufbau besteht aus Doppelsäulen mit Beschlag- und Knorpelwerk, einem Gemälde des Abendmahls in der Predella und einer Kreuzigungsgruppe im Hauptfeld. Das Hauptfeld wird von Figuren der Evangelisten Matthäus und Johannes flankiert. In den Wangen befinden sich die mit Rankenschmuck verzierten Stifterwappen des Landeshauptmanns Seyfried von Kittlitz. Der Aufsatz wird von Putten gerahmt und zeigt ein Gemälde der Auferstehung Jesu Christi zwischen den Evangelisten Markus und Lukas. 
Im südlichen Seitenschiff steht der alte Altaraufsatz aus der 1972 für den Tagebau Welzow-Süd abgebrochenen Dorfkirche Jessen. Dieser hat ebenfalls einen Doppelsäulenaufbau mit Beschlagwerk, das Bild in der Predella ist verschwunden. Im Hauptfeld liegt ein Auferstehungsgemälde, im Auszug eine Darstellung der Taufe Jesu. Der Aufsatz ist mit einer Pelikangruppe bekrönt. Im Zuge der Translozierung des Altars wurde dieser restauriert.
Die Kanzel mit Schalldeckel wurde in der ersten Hälfte der 1730er Jahre gebaut und hat einen polygonalen Korb mit gemalten Figuren von Jesus Christus, den vier Evangelisten, Johannes dem Täufer sowie des Apostels Paulus. Ursprünglich war der Korb auch mit einem Stifterwappen der Herzöge von Sachsen-Merseburg versehen. 
Das pokalförmige Taufbecken aus dem späten 18. Jahrhundert ist aus Sandstein und hat einen Deckel aus Holz. Es wurde 1832 in der Kirche aufgestellt. Der schwebende Taufengel wurde 1735 gestiftet und in den Jahren 2010 und 2011 restauriert.
An der Nordwand der Kirche steht ein sogenannter Herzogstuhl aus der Zeit um 1700. Die Emporenbrüstung wurde 1898 mit Szenen aus dem Leben Christi bemalt. Unter der Seitenempore steht das Ratsgestühl aus dem Jahr 1620, im nördlichen Teil des Altarraums befindet sich ein dreiteiliger Predigerstuhl mit Schnitzereien. Am westlichen Pfeiler des Kirchenschiffs steht ein Inschriftgrabstein für den Pastor Johann Georg Zimpel († 1778).

## Orgel
Die Orgel der Spremberger Kreuzkirche wurde 1898 vom Orgelbauer Wilhelm Sauer aus Frankfurt (Oder) gebaut. Zwischen 1969 und 1971 wurde sie von Ludwig Glöckner restauriert, dabei wurde die Disposition barockisiert. Die Orgel ist mit einer mechanischen Kegellade und Barkerhebeln ausgestattet; sie hat 30 Register auf zwei Manualen und dem Pedal. Die Disposition lautet wie folgt:
| I Hauptwerk C–f3 |               |        |
| 1.               | Bordun        | 16′    |
| 2.               | Principal     | 8′     |
| 3.               | Flûte         | 8′     |
| 4.               | Gemshorn      | 8′     |
| 5.               | Gedackt       | 8′     |
| 6.               | Octave        | 4′     |
| 7.               | Traversflöte  | 4′     |
| 8.               | Quinte        | 2 ⁄3′  |
| 9.               | Octave        | 2′     |
| 10.              | Terz          | 1 3⁄5′ |
| 11.              | Mixtur III–IV |        |
| 12.              | Trompete      | 8′     |

| II Manual C–f3 |              |       |
| 13.            | Gedackt      | 8′    |
| 14.            | Weidenpfeife | 8′    |
| 15.            | Principal    | 4′    |
| 16.            | Flöte        | 4′    |
| 17.            | Octave       | 2′    |
| 18.            | Waldflöte    | 2′    |
| 19.            | Quinte       | 1 ⁄3′ |
| 20.            | Septime      | 1 ⁄7′ |
| 21.            | Octave       | 1′    |
| 22.            | Scharff III  |       |

| Pedal C–d1 |           |         |
| 23.        | Principal | 16′     |
| 24.        | Subbaß    | 16′     |
| 25.        | Quintbaß  | 10 2⁄3′ |
| 26.        | Oktavbaß  | 8′      |
| 27.        | Baßflöte  | 8′      |
| 28.        | Choralbaß | 4′      |
| 29.        | Octave    | 2′      |
| 30.        | Posaune   | 16′     |

- Koppeln: II/I, I/P, II/P
- Spielhilfen: Feste Kombinationen (mf, f, tutti), Kalkant